# Lengyel–lovagrendi háború (1309)
Az 1309-es lengyel lovagrendi háború először a brandenburgiak és a lengyelek konfliktusaként indult. Mikor a Teuton Lovagrend is beavatkozott a harcba, megkaparintották Danzig városát és Kelet-Pomerániát is. Ezzel kezdetét vette a lengyel-teuton háborúk korszaka.

## A lengyel-teuton kapcsolat mélypontra süllyed
A Német Lovagrend 1233-83-as kereszteshadjárataiban elfoglalta a porosz törzsi területeket, s még a kardtestvérek kelet-balti hódításait is megszerezte. A meghódított részek ugyan jelképesen a Szentszék birtokai voltak, ahogy azt IX. Gergely 1234-ben elismerte, de azon a lovagrend alakított ki önálló államiságot.
Lengyelország támogatta eleinte a lovagrendet, hogy megszabaduljon a Balti-tenger felé vezető utat elálló poroszoktól és hogy a lovagrendet keleti, orosz és litván területek felé való hódítási törekvéseire felhasználja, de a lovagrend a Szentszék és a császárság támogatását élvezte, s a Hanza is segítette, ezért nem függött a lengyelektől és mindig külön úton járt tőlük.
A 13. század végén a viszony megromlott és elindultak a kisebb összecsapások. A lovagrend expanzióját a Hanza azért támogatta, hogy egyre több termőterülethez jusson, s minél nagyobb mennyiségű gabonát szállítson a nyugatnak, amely nem rendelkezett önellátó élelmiszerrel. Palesztina elvesztése és a keresztes háborúk kudarca a lovagrend politikáját már teljesen a kelet-európai területek meghódítása felé hangolta. A széttagolt Lengyelország erre jó lehetőséget adott.

## A pomerán hercegség feletti vita
1295-ben Łokietek Ulászló és II. Vencel cseh király pályázott a lengyel trónra, melyet ez utóbbi uralkodó nyert. Vencel emellé Pomerellen (Kelet-Pomeránia) királyának is számított, de a kis hercegség trónját Sambor rügeni fejedelem meg akarta szerezni, ezért a tartomány védelmére a Német Lovagrendet kérte fel. A Csehország és Német Lovagrend között már régóta jó viszony volt, s ez a szövetségesi állapot hosszú időn át tartott.
Vencel a magyar trón megszerzésére tett erőfeszítései miatt elvesztette Lengyelországot is. Pomerrellen Brandenburgnak kellett átadni, a lengyel trónt Ulászlónak.

## Háború
Ulászló a Gdańsk várának élére nevezte ki Bogussa várnagyot 1309-ben, míg a várost Kázmér kujawy herceg irányította. A város polgárai nem fogadták el kinevezésüket, sem Ulászló hatalmát és a brandenburgi választót hívták segítségül, aki megtámadta Danzigot. A várat Bogussa tartotta, míg a város a németek kezébe került. A dominikánus szerzetesek azt tanácsolták, hogy hívja segítségül a teutonokat, akik közelben voltak.
A lovagrendi sereg november meg is érkezett Gdańsk alá. A brandenburgiak nem ütköztek meg velük, hanem inkább visszavonultak német területre. A rendi sereg azonban körbezárta a várat és folytatta az ostromot így a konfliktus lengyel-teuton háborúvá változott. Bogussa egy ideig védte magát a lovagok támadásaitól.
A várost a teutonok elfoglalták, később a vár egy része is a kezükbe jutott. Egyelőre még vártak a teljes bevétellel, mert utánpótlásra volt szülségük, rövidesen az is megérkezett és a német lovagok rohammal bevették a vár többi részét is november 13-án.
A vár lengyel őrségének jelentős részét megölték, s a polgárság körében is vérfürdőt rendeztek. A tettet felpanaszolták V. Kelemen pápa előtt is, miközben a lovagok folytatták előrenyomulásukat Kelet-Pomerániában, s teljesen uralmuk alá hajtották.
A brandenburgiak a soldini békében lemondtak Pomerániára támasztott igényükről és meghagyták a lovagrend kezében.

## A Lovagrend virágkora
Nagy sikere a virágzás korát jelentette, mely csupán száz évig tartott csak. De addig is Lengyelországra komoly veszélyt jelentett agresszióvá fajuló expanziójával. Még ebben az évben új székhelye lett a lovagrendnek – Velence és Marburg után (Acre eleste után itt voltak az európai központok) –, a poroszországi Marienburg (Máriavár).
Brandenburg le is mondott a kelet-pomerán területekről egy szerződésben, míg a lengyeleknek 1310-ben és a következő években is folytatniuk kellett a háborút a lovagokkal, akinek szövetségese Csehország maradt, s akivel megegyeztek a széttagolt ország felosztásában.